# Banyan Vines
Banyan VINES (Virtual Integrated Network Service) ist ein Netzwerkbetriebssystem, welches mit proprietären Netzwerkprotokollen arbeitet, die vom Xerox Network System (XNS) abgeleitet sind.
VINES implementiert eine Architektur nach dem Client-Server-Modell. Es kam 1984 heraus und genoss bis Mitte der 90er Jahre eine gewisse Verbreitung.
Als Alleinstellungsmerkmal wurde mit VINES ein Verzeichnisdienst – StreetTalk – eingeführt. Er kann legitim als Vorläufer moderner Verzeichnisdienste bezeichnet werden.

## Betriebssystem
Das Grundsystem VINES/386 Network Operating System ist ursprünglich ein um entsprechende Netzwerkprotokolle erweitertes UNIX-Derivat.

## Protokollstapel
Die Protokolle lassen sich wie folgt in das ISO-OSI-Referenzmodell einordnen:
| OSI-Schicht | VINES-Protokollstapel                                    | VINES-Protokollstapel                                    | VINES-Protokollstapel                                    | VINES-Protokollstapel                                    | VINES-Protokollstapel                                                                          | VINES-Protokollstapel                                                                          |
| 7           | File Services                                            | Print Services                                           | StreetTalk (Verzeichnisdienst)                           | StreetTalk (Verzeichnisdienst)                           | andere Dienste                                                                                 | andere Dienste                                                                                 |
| 6           | Remote Procedure Calls (RPC)                             | Remote Procedure Calls (RPC)                             | Remote Procedure Calls (RPC)                             | Remote Procedure Calls (RPC)                             | Remote Procedure Calls (RPC)                                                                   | Remote Procedure Calls (RPC)                                                                   |
| 5           | Remote Procedure Calls (RPC)                             | Remote Procedure Calls (RPC)                             | Remote Procedure Calls (RPC)                             | Remote Procedure Calls (RPC)                             | Remote Procedure Calls (RPC)                                                                   | Remote Procedure Calls (RPC)                                                                   |
| 4           | InterProcess Communications (IPC) Datagram               | InterProcess Communications (IPC) Datagram               | InterProcess Communications (IPC) Datagram               | Sequenced Packet Protocol (SPP) Stream                   | Sequenced Packet Protocol (SPP) Stream                                                         | Sequenced Packet Protocol (SPP) Stream                                                         |
| 3           | VINES Internetwork Protocol (VIP)                        | VINES Internetwork Protocol (VIP)                        | VINES Internetwork Protocol (VIP)                        | VINES Internetwork Protocol (VIP)                        | Address Resolution Protocol (ARP) Routing Table Protocol (RTP) Internet Control Protocol (ICP) | Address Resolution Protocol (ARP) Routing Table Protocol (RTP) Internet Control Protocol (ICP) |
| 2           | Media Access Protocols: HDLC, X.25, Token-Ring, Ethernet | Media Access Protocols: HDLC, X.25, Token-Ring, Ethernet | Media Access Protocols: HDLC, X.25, Token-Ring, Ethernet | Media Access Protocols: HDLC, X.25, Token-Ring, Ethernet | Media Access Protocols: HDLC, X.25, Token-Ring, Ethernet                                       | Media Access Protocols: HDLC, X.25, Token-Ring, Ethernet                                       |
| 1           | Media Access Protocols: HDLC, X.25, Token-Ring, Ethernet | Media Access Protocols: HDLC, X.25, Token-Ring, Ethernet | Media Access Protocols: HDLC, X.25, Token-Ring, Ethernet | Media Access Protocols: HDLC, X.25, Token-Ring, Ethernet | Media Access Protocols: HDLC, X.25, Token-Ring, Ethernet                                       | Media Access Protocols: HDLC, X.25, Token-Ring, Ethernet                                       |

## Versionen
- 1984: Banyan VINES 1.0
- 1989: Banyan VINES 2.1
- 1990: Banyan VINES 3.0
- 1991: Banyan VINES 4.11
- 1992: Banyan VINES 5.0
- 1994: Banyan VINES 5.50
- 7. Februar 1995: Banyan VINES 5.54(10)
- 22. Mai 1995: Banyan VINES 5.54(20)
- 30. Mai 1995: Banyan VINES 6.0
- 1. Dezember 1996: Banyan VINES 6.2
- 1. Mai 1996: Banyan VINES 6.3
- 8. November 1996: Banyan VINES 6.4
- 1996: Banyan VINES 7.0
- 1997: Banyan VINES 7.1
- 31. Dezember 1997: Banyan VINES 8.0
- 2. Februar 1998: Banyan VINES 8.5